# Harbinger (jeu vidéo)
Pour les articles homonymes, voir Harbinger.
 (avril 2009).
Si vous disposez d'ouvrages ou d'articles de référence ou si vous connaissez des sites web de qualité traitant du thème abordé ici, merci de compléter l'article en donnant les références utiles à sa vérifiabilité et en les liant à la section « Notes et références ».
Harbinger est un RPG de hack 'n' slash développé par Silverback Entertainment et publié en 2003 par Dreamcatcher Interactive. L’histoire se déroule dans un immense vaisseau spatial appelé « Harbinger », peuplé par une multitude de races extra-terrestres et de réfugiés humains. Le joueur a le choix d’incarner trois personnages distincts, ayant chacun des capacités et des objets différents. L’histoire du jeu sera légèrement adaptée à chacun des personnages.
Harbinger n’offre pas de mode multijoueur. En mode solo, le joueur a un contrôle assez limité de l’évolution de son personnage (seulement 4 capacités à augmenter), le jeu est statique et doit être suivi dans l’ordre imposé par le scénario. Cependant, le nombre et la taille des cartes à explorer sont un point fort de ce jeu.

## Les personnages et races

### Les trois personnages

#### L'Humain
L’humain est un mercenaire, qui semble être le seul survivant d’un assaut Cimicidae au fort de Jared. Il combat avec une arme à énergie, le plus souvent surmontée d’une longue lame, est capable de poser des mines au sol et de se faire des injections de drogues pour augmenter ses capacités (résistance à l’énergie, à la chaleur ou au poison, régénération de la vie, augmentation de la vitesse d’attaque en mêlée). Il porte un casque et une armure. Tout son équipement peut recevoir des puces amélioratrices.

#### La Culibine
La Culibine est une créature capable d’exploiter l’énergie qui l’entoure. Elle est l’une des trois Sœurs envoyées par Ballastre pour sortir le peuple Scintilla de l’esclavage des Vantirs. Au lieu d’utiliser des armes conventionnelles, la Culibine canalise l'énergie environnante pour la renvoyer vers ses ennemis, soit par décharges individuelles, soit par une attaque radiale dévastatrice. Son corps étant en partie constitué d’énergie, elle est capable de s’auto-régénérer en absorbant l’énergie qui l’entoure. Elle ne dispose d’aucune armure, mais est capable de contrôler des « Amplificateurs » (drones) qui lui offrent protection et puissance de feu.

#### Le Gladiateur
Le Gladiateur est une matrice cyborg abritant l’esprit du neveu de Wik, transféré depuis son ancien corps juste avant son décès cérébral grâce à Torvus. Son expérience de la mort l’a rendu distant de la peur de mourir, et il a une vision parfois cynique du monde qui l’entoure. Il est imposant et dispose d’un arsenal guerrier dévastateur : son bras gauche supporte un canon lourd tandis que son bras droit emporte une série de lames. Son armure est très résistante et peut recevoir une grande quantité de puces amélioratrices. Il est capable d’utiliser des robots d'attaque radioguidés pour la reconnaissance et l'assaut. Son équipement étant plus gros que ceux des autres personnages, la capacité de son inventaire a été augmentée en conséquence.

### Les autres personnages (PNJ)
- Solomon Torvus – Leader/fondateur de la Croisée de Torvus. Il est le principal fournisseur de quêtes du joueur.
- Ona – Le commerçant de la Croisée, ancien esclave des Vantirs.
- Wik – Une petite créature humanoïde, qualifiée « d’horriblement laide et malodorante » par l'Humain, qui souffre d'une dépendance à la Lotosyphérine.
- Silius – Le meilleur ami de Wik, un handicapé moteur qui se déplace dans un fauteuil à lévitation. Il passe ses journées à fouiller dans un dépotoir à la recherche d’objets de valeur.
- Smiley – Une mystérieuse entité douée de capacités mentales et psychiques démesurées, capable d’accéder à la plupart des ordinateurs de l’Harbinger, et qui fera tout son possible pour aider le joueur à vaincre le Tout-Puissant.
- Pho – Un Scintilla rebelle qui veut libérer son peuple de l’esclavage.
- Leisha – Une humaine qui tient compagnie à Ona et Pho, et encourage le joueur dans sa quête.
- Ballastre – Ce n’est pas un allié à proprement parler. Il s’agit d’un prophète Scintilla qui voit la fin de la suprématie des Vantirs dans un proche avenir. Il est maintenu prisonnier par le Tout-Puissant.

### Les principales races
- Les Vantirs – Il s’agit des ennemis du joueur. Ils dominent toutes les autres races de par leur supériorité technologique.
- Les Scintillas – Ce sont des êtres philosophes. Bien qu’ils soient les esclaves économiques et chimiques des Vantirs, ils sont les maîtres du système de transport interne de l’Harbinger, ce qui leur permet une certaine autonomie face aux Vantirs. Certains Scintillas sont capables de s’élever à un niveau spirituel supérieur, ils deviennent alors des êtres Éthérés.
- Les Cimicidaes – Les Cimicidaes, aussi surnommés « cafards », sont des insectoïdes qui ont récemment colonisé l’Harbinger. Ils sont doués d’une conscience collective et ont un rythme de croissance très élevé. Peu à peu, ils infestent tout l’Harbinger, semant la terreur et le désastre sur leur passage. Ils obéïssent aux Vantirs.

## Histoire
L’Harbinger est un vaisseau-monde de construction humaine, dont l’objectif premier était d’assurer une sécurité fiable pour les millions d’occupants qu’il pouvait accueillir. Les Vantirs furent l’une des premières espèces à occuper l’Harbinger avec les humains, suivis des Scintillas issus des planètes visitées par le vaisseau. Mais le temps passa, et les Vantirs commencèrent à se considérer comme la race supérieure, et déclenchèrent des guerres à la fois sur les mondes visités et sur le vaisseau lui-même. Les Scintillas, affaiblis par leur dépendance économique aux Vantirs et assujettis à la Lotosyphérine (une drogue hallucinogène conçue par les Vantirs), durent capituler et les humains furent réduits à l’esclavage dans les mines et les industries.
Un jour toutefois, une nouvelle espèce fit son apparition à bord du vaisseau-monde. Il s’agissait des Cimicidaes, amenés sur le vaisseau par les Vantirs pour étude. Les Vantirs s’aperçurent rapidement que ces créatures étaient douées d’une formidable capacité à s’adapter à tous les milieux, notamment les environnements chauds, et dotés d’une conscience commune. Les Vantirs ont utilisé une arme psy pour les assujettir à leur contrôle et en firent leurs nouveaux esclaves. Les Cimicidaes se sont très vite développés grâce aux incubateurs créés par les Vantirs, et sont parvenus à infester une grande partie du vaisseau, éradiquant tout ce qui n’était pas sous la protection des Vantirs (Humains et Scintillas rebelles principalement).
Cette invasion fut prédite par un prophète Scintilla du nom de Ballastre, et ses visions semèrent le trouble parmi les Scintillas, à tel point que certains d’entre eux décidèrent d’abandonner leur condition de vie pour atteindre une nouvelle étape dans leur évolution, devenant les êtres Éthérés. Craignant une révolte de la nation Scintilla débutée par quelques rebelles et visionnaires, et les dangers de la naissance d’une nouvelle race plus puissante de Scintillas, les Vantirs ont poussé les non-Éthérés à entamer une guerre civile avec les Éthérés, profitant des tensions déjà présentes entre les deux communautés. Dans le même temps, de plus en plus de réfugiés humains sont exterminés par l’expansion de la nation Cimicidae.
Les événements à bord de l’Harbinger s’enveniment de plus en plus au fur et à mesure de l’approche du vaisseau d’une nouvelle planète, Aegis-9.